# USS Ticonderoga (CV-14)
USS Ticonderoga (CV-14) – amerykański lotniskowiec typu Essex (podtyp długi kadłub). Jego nazwa pochodzi od wydarzenia, jakie miało miejsce w czasie wojny o niepodległość Stanów Zjednoczonych 10 maja 1775 roku – zajęcia fortu Ticonderoga.
Stępkę okrętu położono 1 lutego 1943 roku w stoczni Newport News Shipbuilding w Newport News. Zwodowano go 7 lutego 1944 roku, a matką chrzestną była Stephanie Sarah Pell. Jednostka weszła do służby w US Navy 8 maja 1944 roku. Pierwszym dowódcą był komandor Dixie Kiefer.
„Ticonderoga” różniła się nieco od wcześniejszych lotniskowców typu Essex – była dłuższa o ok. 4,9 m. z uwagi na zamontowane działka przeciwlotnicze. Po tej modyfikacji utworzono nowy podtyp lotniskowców typu Essex – Ticonderoga.
Okręt był w służbie w czasie II wojny światowej. 21 lutego 1945 roku został trafiony przez kamikaze. Uczestniczył w wojnie koreańskiej oraz brał bardzo czynny udział w wojnie wietnamskiej, za którą otrzymał trzy Navy Unit Commendation oraz 12 gwiazd bitewnych. Przeszedł przez program SCB-27 i SCB-125. 
Brał udział w projekcie program Apollo, 19 grudnia 1972 roku wyruszyła z misją podjęcia załogi Apollo 17 po udanym lądowaniu w pobliżu Amerykańskiego Samoa.
W dniu 23 czerwca 1973 roku, na krótko przed skreśleniem z listy US Navy, okręt podejmował astronautów wracających z misji Skylab 2.
W dniu 5 grudnia 1965 roku okręt w czasie misji z bazy US Navy na Filipinach brał udział w incydencie zagubienia głowicy jądrowej, kiedy to w czasie przewożenia windą z pokładu startowego samolot Douglas A-4 Skyhawk spadł z pokładu lotniskowca do wody wraz z podczepioną bombą jądrową typu B43 około 120 kilometrów od wybrzeża Japonii. Wydarzenie skutkowało dyplomatycznym skandalem pomiędzy USA a Japonią.
Wycofany ze służby we wrześniu 1973 roku, został sprzedany na złom w sierpniu 1975 roku.